# Вильшанский, Владимир Львович
Владимир Львович Вильшанский (4 декабря 1903 года, Лубны, Российская империя — 30 сентября 1979 года, Ленинград) — советский военачальник, генерал-майор береговой службы (10.04.1944), генерал-майор артиллерии (05.05.1952), участник Великой Отечественной войны.

## Биография

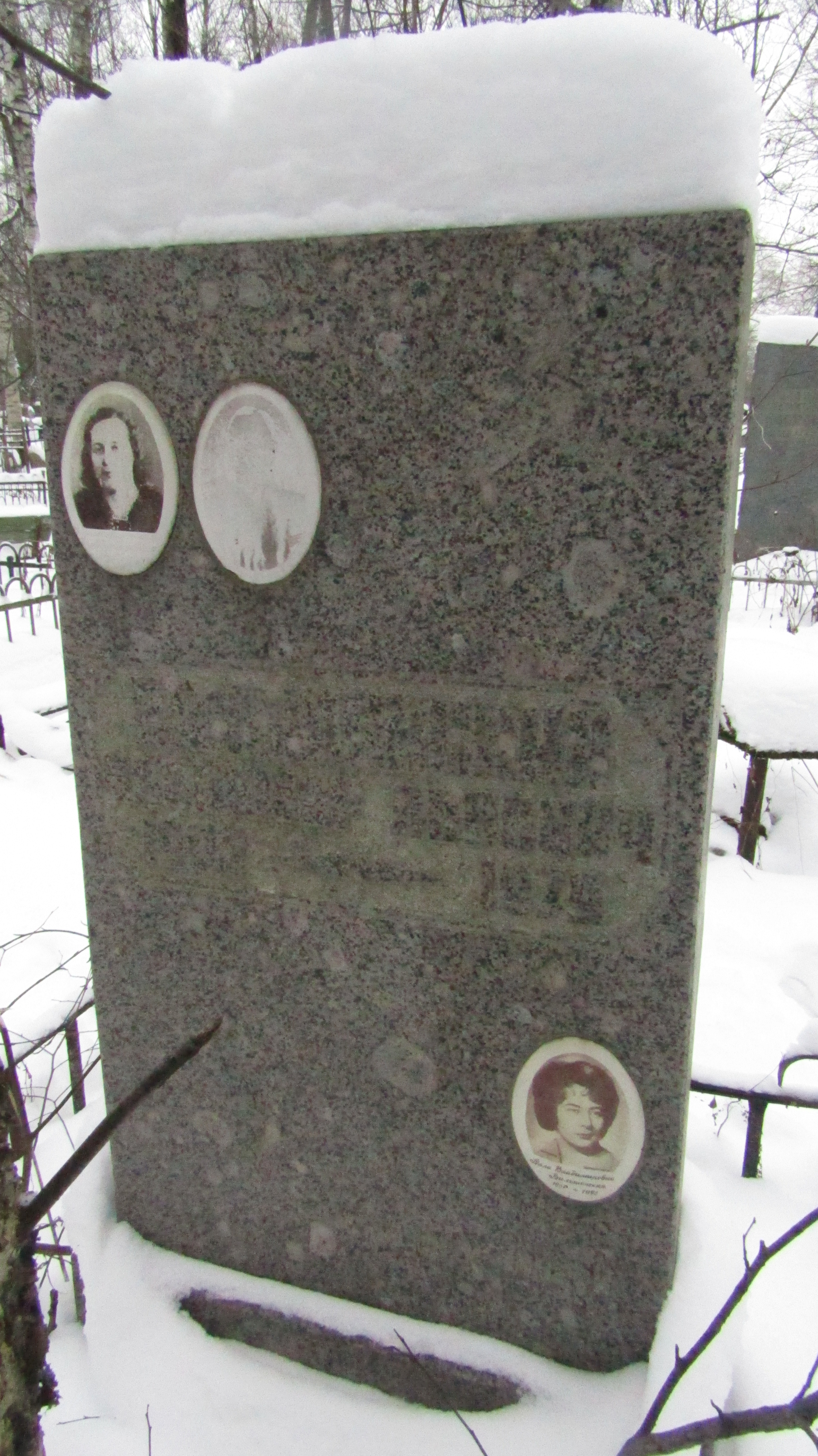
Могила Вильшанского В. А. Кладбище Памяти жертв 9-го января, Санкт-Петербург.

Родился 4 декабря 1903 года в городе Лубны Полтавской губернии в семье ремесленника еврейского происхождения.
С 22 августа 1922 года на службе в РККА. В 1926 году окончил Одесскую артиллерийскую школу. С сентября 1926 года по ноябрь 1932 года служил на разных должностях в 1-й артиллерийской бригаде береговой обороны Краснознамённого Балтийского флота.
С ноября 1932 года по 14 мая 1936 года — слушатель Военно-морской академии имени К. Е. Ворошилова.
С 14 мая 1936 года по 26 марта 1939 года — начальник штаба и комендант Беломорского укрепленного района Северного Флота. В 1940−1941 годах — начальник артиллерии Новороссийской военно-морской базы. С 13 сентября 1941 года по 21 апреля 1942 года — командир 8-й отдельной бригады морской пехоты Черноморского флота. Бригада упорно оборонялась, в начале января 1942 года понеся большие потери.
«Оборона района Микензевых гор была очень трудна, так как противник все время держал этот район под сильным артиллерийским и минометным огнем. Личный состав, не имевший отдыха, не выдерживал и пытался отойти. К тому же, однажды полковник Вельшанский, приехав на КП, обругал весь коллектив батальона, гнался за бойцами с револьвером в руке, стреляя беспрерывно в воздух. Такая выходка Вельшанского произвела еще худшее впечатление, и ряд бойцов и командиров (лейтенанты Васильев, Савельев, ст. лейтенант Фурсов, политрук Овчарук) заявляли, что „с такой сволочью, как Вельшанский, воевать нельзя, лучше бы нас убило, чем видеть такой позор“»
Приказом командующего ЧФ № 003 от 14 января 1942 находившаяся на отдыхе в поселке Бартеньевка (Северная сторона) 8-я БрМП была расформирована. Ее личный состав был отправлен на пополнение 7-й БрМП и 79-й МСБр. Командир бригады полковник Вильшанский В. Л. был отозван на Кавказ.
В 1942−1944 годах — командир Батумского укреплённого сектора береговой обороны Черноморского флота. 10 апреля 1944 года — генерал-майор артиллерии. В 1944−1945 годах — начальник штаба Управления береговой обороны Черноморского флота.
В 1945−1962 годах — начальник кафедры артиллерии береговой обороны Военно-морской академии. 28 августа 1962 года ушёл в отставку.
30 сентября 1979 года скончался в Ленинграде.
Автор примерно 30 научных трудов, посвящённых опыту противодесантной обороны японской армии, разработке новых идей в области тактики боевых действий, например «Курс тактики береговой артиллерии», работы по тактике применения баллистических ракет.

## Награды
- Орден Ленина;
- Орден Красного Знамени (трижды);
- Орден Красной Звезды;
- Орден Нахимова II степени;
- Медаль «За победу над Германией в Великой Отечественной войне 1941—1945 гг.»;
- Медали СССР.